# 藤本裕
藤本裕（日语：／ Fujimoto Yutaka，1950年12月21日—2001年10月31日），日本男子篮球运动员，毕业于大阪商业大学，1973年加入日本钢管篮球队。他曾代表日本参加1976年夏季奥运会男子篮球比赛。